# Phaonia arida
Phaonia arida este o specie de muște din genul Phaonia, familia Muscidae, descrisă de Zinovjev în anul 1983.
Este endemică în Mongolia. Conform Catalogue of Life specia Phaonia arida nu are subspecii cunoscute.